# Sébaste atlantique
Taxons concernés
Dans le genre Sebastes
- Sebastes mentella, la plus courante,
- Sebastes marinus
- Sebastes fasciatusmodifier

Sébaste atlantique est un nom vernaculaire ambigu désignant en français certains poissons du genre Sebastes. En effet, ces espèces sont difficiles à distinguer, en particulier Sebastes mentella et Sebastes norvegicus.

## Taxons concernés
- Sébaste atlantique - Sebastes mentella[2],[3], la plus courante
- Sébaste atlantique ou Sébaste orangé - Sebastes marinus[2] (syn. Sebastes norvegicus)
- Sébaste atlantique ou Sébaste acadien - Sebastes fasciatus, dans une moindre mesure

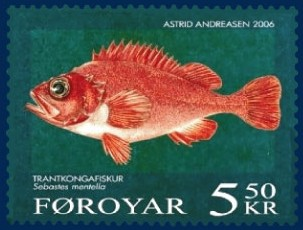
Sebastes mentella
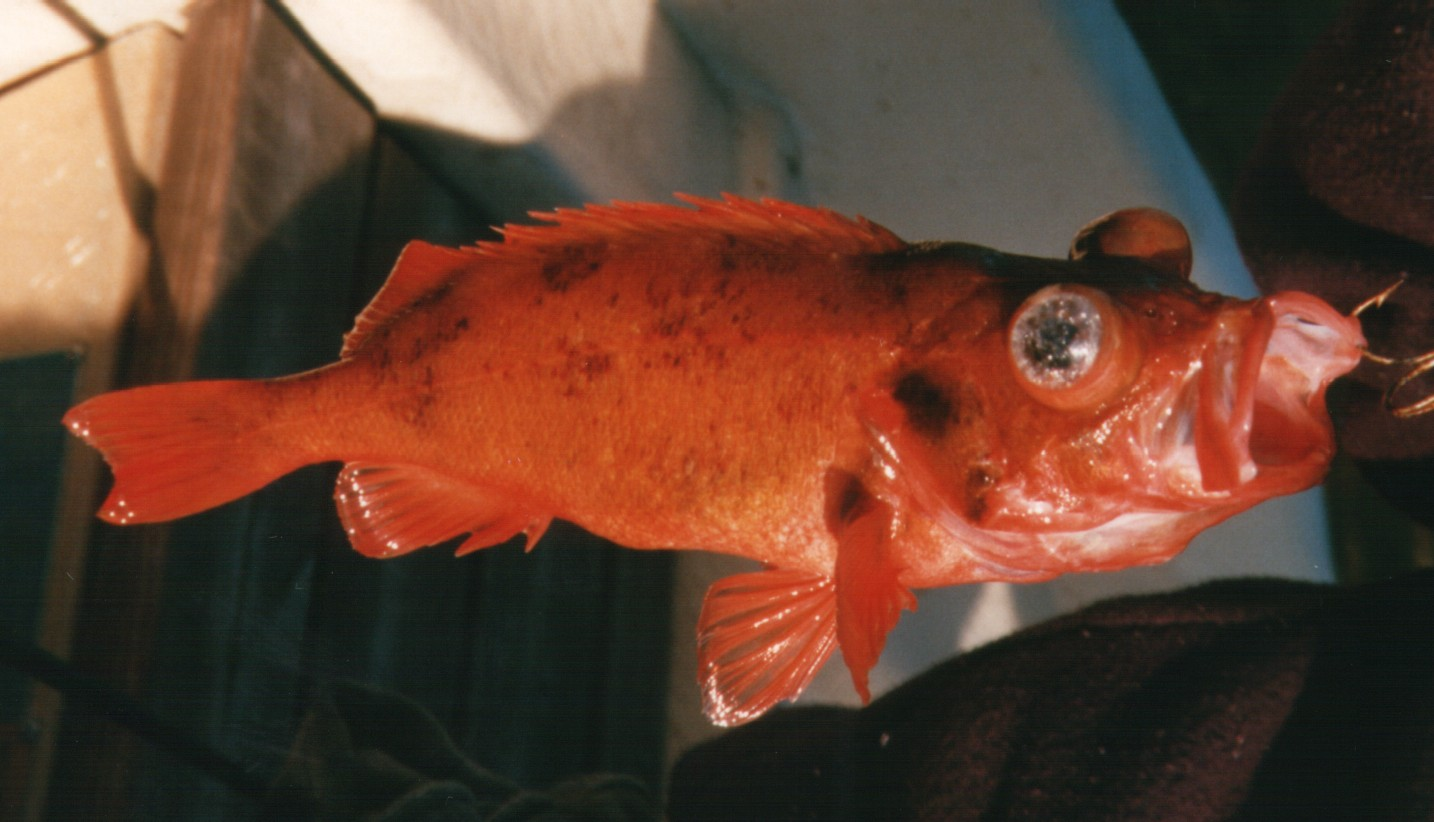
Sebastes marinus
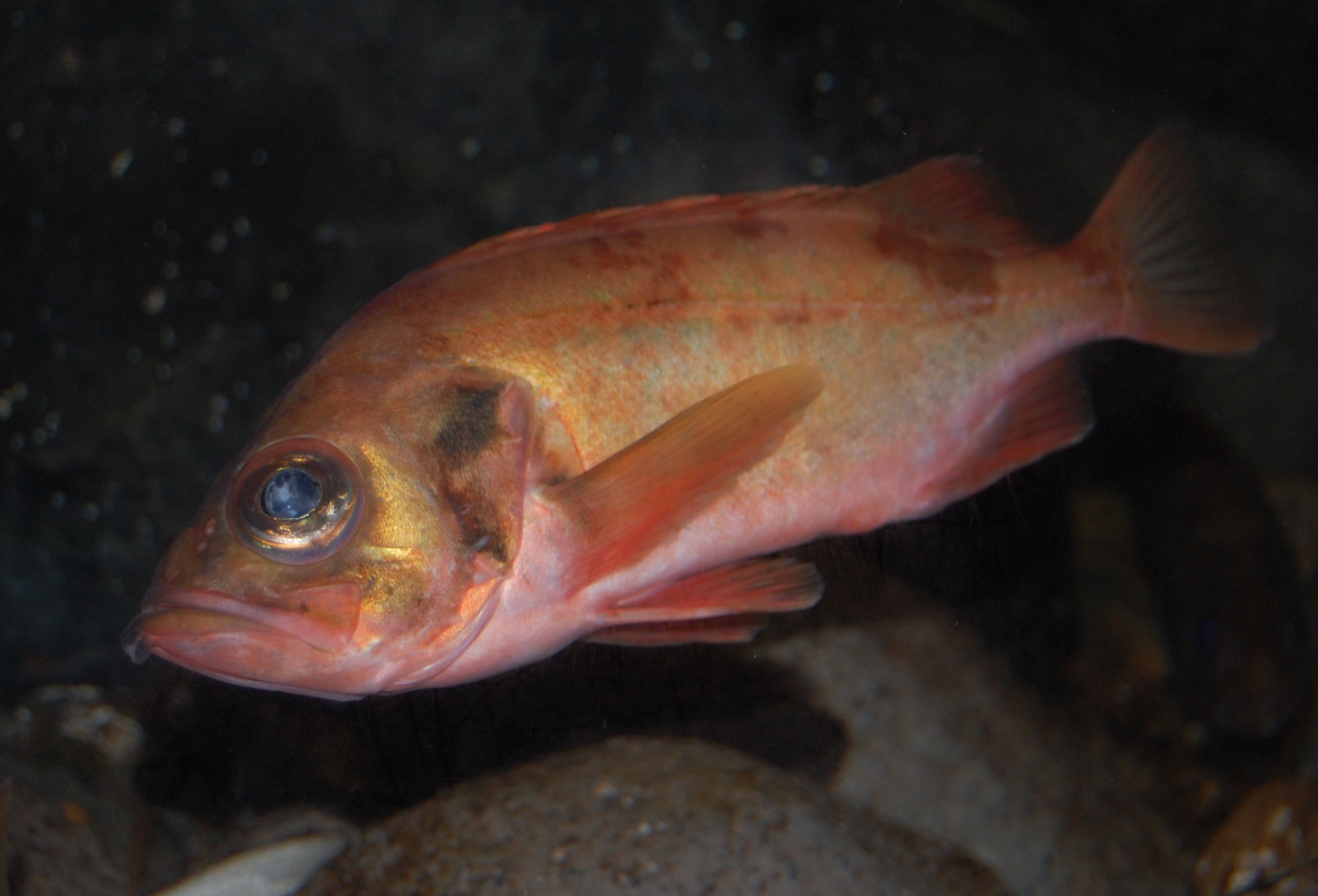
Sebastes fasciatus

## Histoire
Le prince de Galles, qui devint ultérieurement le roi Édouard VII, se délecta de sébaste en 1883, lors de l'importante Exposition internationale des pêches. Voici le commentaire publié dans le Times de Londres au sujet du repas offert au pavillon royal :
… C'est un impromptu bien apprêté qui ne figurait pas à la carte qui a remporté le plus franc succès. Au marché aux poissons, il s'est trouvé un arrivage de "bergylt" norvégien en provenance de Hull ; le comte de Ducie, qui est une autorité en matière de pêche norvégienne, a vite fait d'identifier ce poisson peu connu à Londres… Après avoir mariné pendant trois heures dans une huile fine, ce poisson norvégien a été apprêté de main de maître avec des jaunes d'œufs et de la crème ; après l'avoir enrobé de pâte, on l'a fait frire et servi juste à point. Il suffit de dire que rien n'est resté du poisson.
Si ce poisson de la famille des Scorpaenidae était à toutes fins utiles inconnu en Angleterre en 1883, il n'était guère plus connu au Canada à cette époque. Pourtant, au XXe siècle, le sébaste devait devenir la pierre angulaire d'une importante pêche de la côte atlantique canadienne. Signalons d'ailleurs que les États-Unis sont actuellement le plus important consommateur de produits canadiens du sébaste.

## Description
Le sébaste fréquente les eaux profondes en bordure des importants bancs de pêche et chenaux profonds qui se sont creusés au fond de l'océan ; il se distingue principalement par sa couleur écarlate brillante. Lorsqu'il est pêché, le sébaste subit une forte diminution de pression qui exorbite ses yeux et retourne généralement son estomac.
Le sébaste se distingue des autres poissons à rayons épineux non seulement par sa couleur frappante, qui va de l'orange au rouge flamme et est parfois empreinte de brun, mais aussi par une protubérance osseuse sur la mâchoire inférieure, par un éventail d'épines osseuses situées sur la joue et le pourtour de l'opercule et par ses grands yeux. Le devant de sa nageoire dorsale est également pourvu de bonnes épines, contribuant aussi au danger de sa manipulation.
On connaît deux espèces de sébastes dans l'Atlantique du Nord-Ouest, le Sebastes mentella étant le plus commun. Celui-ci vit à des profondeurs supérieures à 200 mètres ; il est de couleur rouge vif, son œil est relativement grand et le prolongement osseux de sa mâchoire est long et bien développé. Selon des études recensées, il semble qu'on pourrait en réalité subdiviser cette espèce pour y inclure le Sebastes fasciatus. Le Sebastes marinus, dont la couleur tire davantage sur l'orange que le rouge, se trouve habituellement à des profondeurs inférieures à 240 m; ses yeux sont moins grands et le petit prolongement osseux de la mâchoire inférieure est arrondi et relativement faible. Généralement, il atteint une taille considérablement supérieure à celle de ses proches cousins. Aux fins de la pêche commerciale ou de la gestion des pêches, les deux (ou trois) espèces sont considérées comme une seule unité.

## Répartition
Bien qu'on trouve quelque 350 espèces différentes de Scorpaenidae dans le monde, y compris des espèces exploitées commercialement dans les mers septentrionales de l'Atlantique et du Pacifique, certains membres de cette famille se trouvent plus fréquemment dans les eaux peu profondes des mers tropicales, notamment dans les océans Pacifique et Indien. La famille des Scorpénidés tire son nom des épines empoisonnées dont sont dotées les variétés tropicales.
Dans l'Atlantique Nord, le sébaste, qui est également connu sous le nom de poisson rouge ou de chèvre, est le principal représentant de cette famille. Il vit dans les eaux fraîches du Nord (3° à 8 °C), des deux côtés de l'Atlantique. Les pêcheurs commerciaux de la Norvège, de l'Islande et du Groenland ont exploité le sébaste bien avant qu'il présente un intérêt pour les Canadiens, mais de nos jours, la plupart des pays nordiques l'exploitent.
Les eaux profondes au large du New Jersey constituent la limite sud de l'aire de répartition du sébaste dans l'Atlantique Ouest. Ce poisson vit habituellement à des profondeurs de 100 à 700 m dans le golfe du Maine, au large des bancs de la Nouvelle-Écosse et de Terre-Neuve, dans le golfe du Saint-Laurent, le long du talus continental à partir du sud-ouest du Grand banc jusqu'au banc de l'inlet Hamilton, et dans la région du Bonnet flamand. On le trouve aussi en moins grand nombre au large de la côte sud de île de Baffin et de la côte ouest du Groenland. Dans les eaux très froides de certaines régions du Maine, de Terre-Neuve et de la baie de Fundy, on a parfois capturé des sébastes dans les eaux peu profondes près des côtes et à proximité des quais, mais cette situation est toutefois inhabituelle.
Généralement, les petits sébastes vivent en eaux peu profondes, alors que les gros fréquentent les eaux profondes. Le sébaste s'éloigne du fond durant la nuit et le regagne le jour venu. Les pêcheurs commerciaux tiennent compte de ces déplacements; utilisant des chaluts de fond, ils obtiennent des prises plus abondantes le jour que la nuit.
Étant donné la profondeur à laquelle la plupart de ces poissons vivent, dans les eaux canadiennes, il est impossible de procéder à un étiquetage afin d'étudier leurs migrations. Toutefois, selon les résultats de l'étiquetage d'une population vivant en eaux peu profondes dans le golfe du Maine, il semble que les migrations soient probablement très limitées. Par contre, des études saisonnières effectuées dans le golfe du Saint-Laurent ont révélé la possibilité d'une migration hivernale jusqu'à l'embouchure du golfe, entre le Cap-Breton et Terre-Neuve, et d'un retour dans le Golfe au printemps.

## Reproduction
Le sébaste est vivipare: les œufs sont fertilisés et se développent dans le corps de la femelle. Après leur éclosion, de 25 000 à 40 000 jeunes demeurent dans les ovaires de la femelle jusqu'à ce que le sac vitellin se résorbe. Ils sont alors libérés et peuvent nager librement. L'accouplement se produit généralement en septembre ou octobre et les jeunes naissent entre avril et juillet. Ils mesurent à peu près 7 mm à la naissance et ils nagent librement en surface jusqu'à ce qu'ils atteignent environ 25 mm de longueur; ils gagnent alors des eaux plus profondes aux fonds rocheux et vaseux.

## Croissance

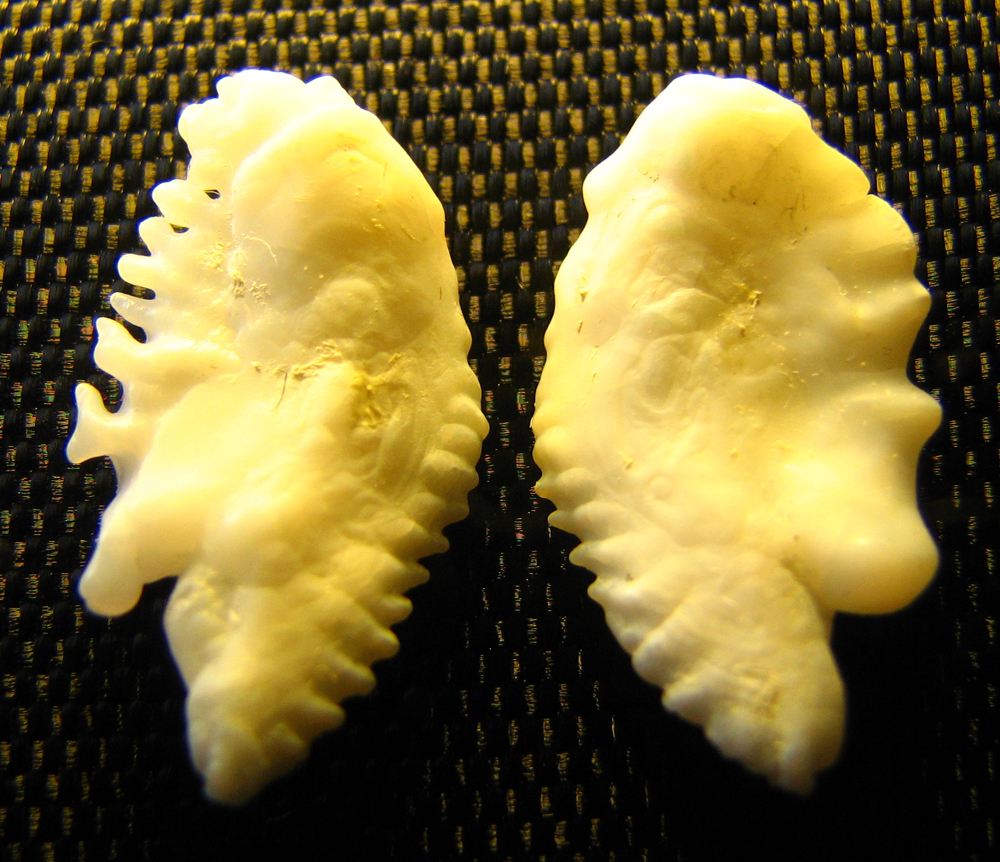
Paire d'otolithes sagittae d'un Sebastes mentella, faisant 18 mm de long.

Le sébaste a une croissance lente et une longue vie. La croissance varie quelque peu d'une population à l'autre, mais généralement, le poisson atteint à peu près 15 cm aux environs de 4 ans, 25 cm vers 10 ans, 32 cm vers 20 ans et 38 cm aux environs de 30 ans.
Le sébaste vit couramment une quarantaine d'années; on a toutefois recueilli un spécimen qui avait exceptionnellement survécu jusqu'à 84 ans. Durant les six ou sept premières années, la croissance des mâles et des femelles est sensiblement la même, mais par la suite, celle des mâles est plus lente. Par conséquent, à âge égal, les femelles deviennent généralement plus grosses que les mâles.
La taille maximale du Sebastes marinus, le plus grand des sébastes, est de 50 à 55 cm pour les mâles et de 65 à 70 cm pour les femelles. Pour ce qui est du Sebastes mentella, les mâles atteignent une longueur maximale de 40 à 45 cm seulement, tandis que les femelles mesurent entre 45 et 60 cm. De même qu'on calcule l'âge d'un arbre en comptant les cercles de son tronc, on détermine l'âge d'un sébaste en comptant les anneaux de ses otolithes (petits os de l'oreille interne du poisson).
Le sébaste atteint sa maturité sexuelle vers l'âge de 8 à 10 ans sur le Grand banc, et légèrement plus tard dans la partie nord de son aire de répartition.
Ainsi, sur le talus continental au large du Labrador, l'âge de la maturité se situe entre 10 et 12 ans.

## Alimentation
Le sébaste se nourrit d'une combinaison de petits invertébrés et de petits poissons. Il est à son tour la proie de certaines espèces comme la morue, la baudroie d'Amérique et le flétan du Groenland (turbot). Toutefois, on ne connaît pas encore très bien les incidences de la prédation sur les stocks de sébaste.

## Pêche
Dans l'Atlantique Ouest, le sébaste a d'abord acquis une importance commerciale dans le golfe du Maine, aux environs de 1935. Depuis lors, la pêche a connu une expansion importante à la suite de la découverte d'autres stocks comme ceux du golfe du Saint-Laurent, du Grand banc, du banc Hamilton et du Bonnet flamand.
Ces stocks ont été pour la plupart découverts entre 1947 et 1952, à partir du pont du navire de recherche INVESTICATOR II qui avait son port d'attache à la Station de biologie de St. John's (Terre-Neuve). La pêche commerciale a pris un essor important durant ces années et a atteint le rendement maximal de 389,000 tonnes métriques (t) en 1959. Par suite de l'imposition de contingents établis pour freiner la surexploitation des années précédentes, les débarquements canadiens sont passés de 103,000 t en 1975 à 82,000 t en 1979.
La valeur économique du sébaste pour l'industrie canadienne a grimpé très rapidement au cours des dernières années. La valeur au débarquement qui se chiffrait à $12 millions en 1975 est passée à $15.6 millions en 1979, et ce en dépit d'une diminution des débarquements de plus de 20 000 t durant la même période.
Le sébaste a d'abord été capturé dans de grands filets en forme d'entonnoir (chaluts de fond) que l'on tirait sur le fond marin durant le jour. Par la suite (une fois que l'on a découvert la remontée nocturne des sébastes), les pêcheurs commerciaux ont constaté qu'ils pouvaient réaliser des prises importantes durant la nuit en utilisant un chalut semi-pélagique. Ce type de chalut ressemble au chalut de fond, mais la différence tient au fait que le pêcheur peut ajuster la profondeur à laquelle il le tire dans l'eau. Au cours des dernières années, les pêcheurs ont utilisé une combinaison de chaluts de fond et de chaluts semi-pélagiques, de manière à pouvoir pêcher 24 heures sur 24, comme ils le font pour d'autres espèces dont la morue. Quelques sébastes sont capturés dans des filets maillants de profondeur, au moyen de palangres et, à l'occasion, dans des trappes à morue installées en eaux profondes.
Sur le plan commercial, la taille minimale acceptable du sébaste débarqué au Canada est d'environ 25 cm. La plupart des prises sont transformées en filets, dépiautés ou non, lesquels constituent le principal produit des usines de traitement à terre. Elles sont commercialisées sous le nom de sébaste dans l'ensemble de l'Amérique du Nord. Certains sébastes sont congelés en blocs, soit entiers (c’est-à-dire tels qu'ils sont à leur sortie de l'eau), soit parés (c'est-à-dire étêtés et éviscérés). Les bateaux étrangers qui pêchent dans nos eaux produisent aussi des filets congelés à bord de gros chalutiers-usines, et certains pays comme la Russie produisent des emballages de petits sébastes étêtés et éviscérés.

## Gestion
Le sébaste est réparti sur une vaste superficie des eaux côtières de l'est du Canada. La ressource est divisée en sept stocks qui font chacun l'objet d'une gestion distincte. Depuis 1974, tous ces stocks ont été réglementés par un total des prises admissibles (TPA) qui établit la limite maximale exploitable de chaque stock.
À partir de 1974, le TPA a été établi annuellement et s'est inspiré des recommandations scientifiques fournies par tous les pays membres de la Commission internationale des pêcheries de l'Atlantique nord-ouest (ICNAF). Depuis l'établissement de la zone de 200 milles en 1977, le TPA est établi soit par le Comité scientifique consultatif des pêches du Canada dans l'Atlantique (CSCPCA), soit par l'Organisation des pêches de l'Atlantique nord-ouest (OPANO), selon que le stock se situe à l'intérieur ou à l'extérieur de la zone économique du Canada.
Les données scientifiques destinées au CSCPCA ou à l'OPANO sont recueillies avec soin. Les employés fédéraux affectés à la recherche au Centre des pêches de l'Atlantique nord-ouest de St. John's (Terre-Neuve) et ceux de la Division du poisson marin de l'Institut océanographique de Bedford à Dartmouth (Nouvelle-Écosse) effectuent annuellement des expéditions de recherche afin d'étudier et de surveiller ces stocks. Ils recueillent des données sur l'âge et la croissance et évaluent l'abondance des stocks. En outre, ils recueillent des échantillons de prises commerciales pour déterminer la taille, le poids et l'âge, afin de se tenir au fait des tendances qui se manifestent au sein de l'industrie. Après avoir évalué soigneusement ces renseignements, on prend des décisions qui visent à assurer une gestion efficace des pêcheries et leur prospérité à long terme.
La situation des sept stocks de sébaste est satisfaisante pour le moment, sauf pour ce qui est des stocks du banc Saint-Pierre. Toutefois, comme un plus grand nombre de jeunes sébastes atteindront une taille suffisante pour être exploitables commercialement, on s'attend à ce que le stock du banc Saint-Pierre montre des signes de rétablissement après avoir été à un bas niveau pendant un certain temps. Le stock du Golfe a lui aussi chuté à des niveaux très bas jusqu'à tout récemment[Quand ?], mais, depuis les deux ou trois dernières années, il semble que, comparativement à la dernière partie des années 1970, un nombre important de jeunes sébastes atteignent la taille commerciale.
Bien qu'elle exploite les pêcheries de sébaste avec d'autres flottilles étrangères, la flottille canadienne capture maintenant la majorité des prises. Le gouvernement canadien a en effet limité les prises de sébaste que capturent les autres pays dans la zone de 200 milles. La flottille de pêche canadienne pourra encore accroître ses prises si les stocks décimés poursuivent leur remontée ou si la part canadienne du total des prises s'accroît.
Toutefois, ce sont les conditions du marché qui détermineront en fin de compte l'envergure de la pêche.